# Moresco
Moresco is een gemeente in de Italiaanse provincie Fermo (regio Marche) en telt 627 inwoners (31-12-2004). De oppervlakte bedraagt 6,3 km², de bevolkingsdichtheid is 100 inwoners per km².

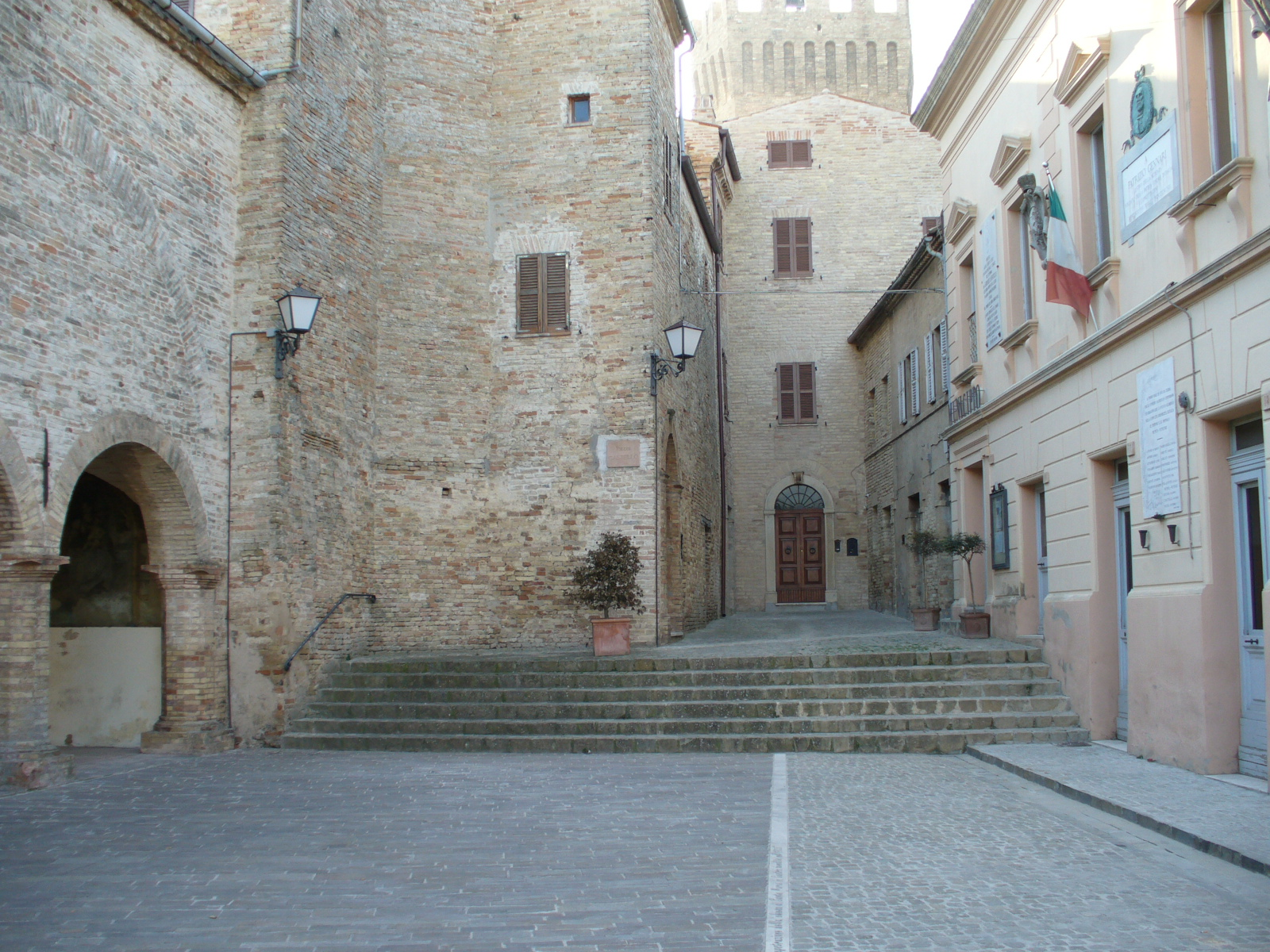
Centrum
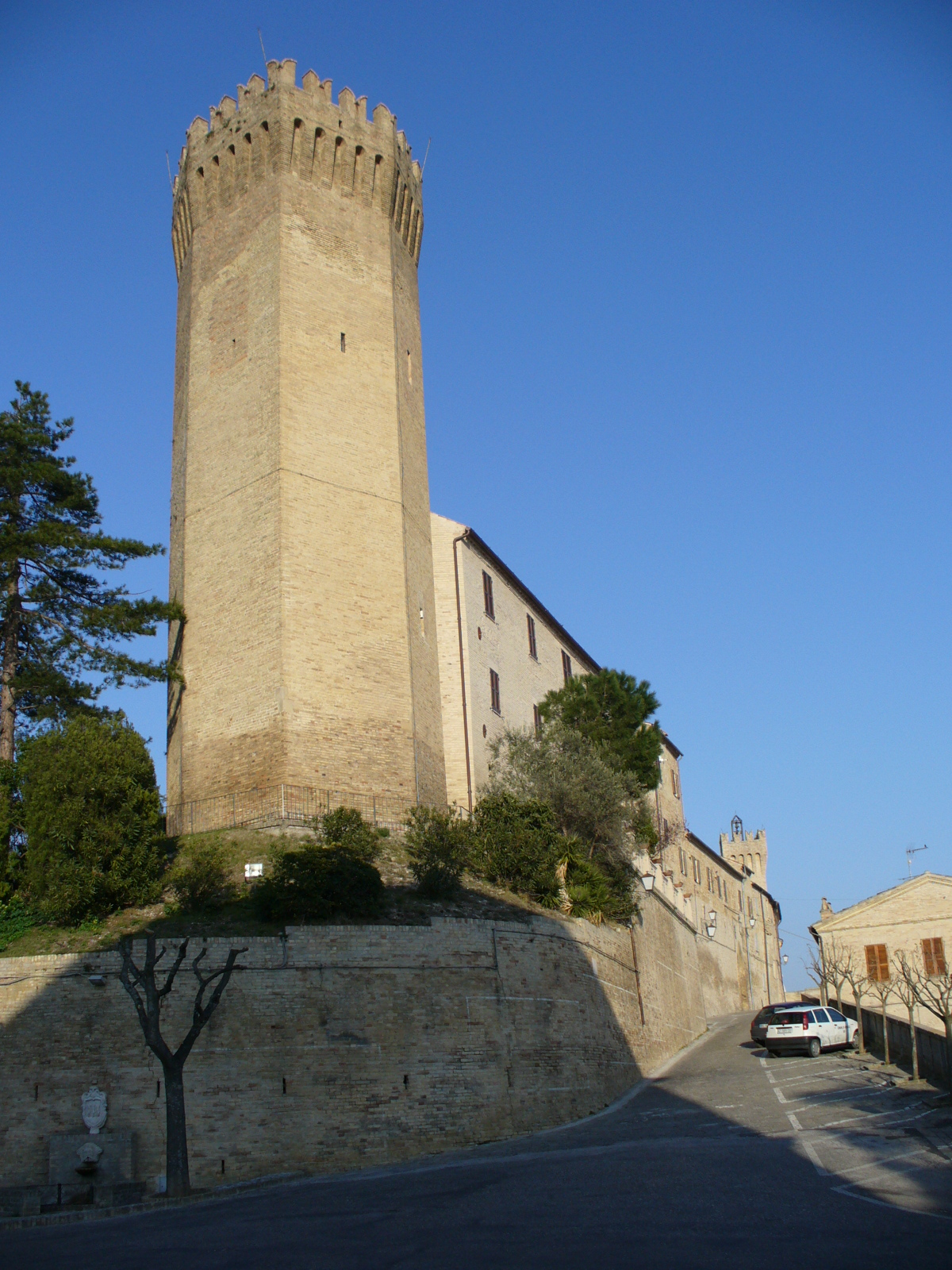
Toren van Moresco

## Demografie
Moresco telt ongeveer 240 huishoudens. Het aantal inwoners steeg in de periode 1991-2001 met 0,3% volgens cijfers uit de tienjaarlijkse volkstellingen van ISTAT.
| Jaar | Inwoneraantal |
| ---- | ------------- |
| 1991 | 606           |
| 2001 | 608           |

## Geografie
Moresco grenst aan de volgende gemeenten: Lapedona, Montefiore dell'Aso, Monterubbiano.
Moresco lijkt nog steeds op de oude burcht in de vorm van een schip waarvan de binnenplaats nu het dorpsplein vormt. Al in de dertiende eeuw werd er melding gemaakt van dit kasteel. Van de oorspronkelijke drie torens zijn er nog twee over: de toren met de karakteristieke vorm met zeven ongelijke hoeken en de toren met de klok. De oude zestiende-eeuwse kerk Santa Maria in Castro is grotendeels verwoest, maar een deel van het altaarstuk is nog steeds te zien: een fresco van de Madonna delle Grazie gemaakt door Vincezo Pagani.
Altidona · Amandola · Belmonte Piceno · Campofilone · Falerone · Fermo · Francavilla d'Ete · Grottazzolina · Lapedona · Magliano di Tenna · Massa Fermana · Monsampietro Morico · Montappone · Monte Giberto · Monte Rinaldo · Monte San Pietrangeli · Monte Urano · Monte Vidon Combatte · Monte Vidon Corrado · Montefalcone Appennino · Montefortino · Montegiorgio · Montegranaro · Monteleone di Fermo · Montelparo · Monterubbiano · Montottone · Moresco · Ortezzano · Pedaso · Petritoli · Ponzano di Fermo · Porto San Giorgio · Porto Sant'Elpidio · Rapagnano · Sant'Elpidio a Mare · Santa Vittoria in Matenano · Servigliano · Smerillo · Torre San Patrizio
1. ↑  https://demo.istat.it/?l=it.